# Ваксман, Зельман
Зе́льман Абрахам Ва́ксман (при рождении Зельман Янкелевич Ваксман, англ. Selman Abraham Waksman; 22 июля 1888, Новая Прилука, Бердичевский уезд, Киевская губерния, Российская империя — 16 августа 1973, Вудс-Хол, Массачусетс, США) — американский микробиолог и биохимик, который открыл одни из первых антибиотиков. Вместе с Альбертом Шацем разработал первое эффективное лекарство от туберкулёза (чахотки) — стрептомицин. Лауреат Нобелевской премии по физиологии или медицине 1952 года.

## Биография
Родился в местечке Новая Прилука Бердичевского уезда, в семье чернорабочего Янкеля Аврумовича Ваксмана (1862—?) и владелицы промтоварного магазина Фради Зельмановны Ваксман (урождённой Лондон, 1862—?). Окончил местный хедер и Пятую одесскую гимназию. В 1910 году без родителей эмигрировал в США. Там какое-то время жил у сестёр на ферме в штате Нью-Джерси. Поступил в сельскохозяйственный колледж, в котором изучал микробиологию почвы. Магистр естественных наук (1915). В 1918 году, изучая химию ферментов в Калифорнийском университете в Беркли, получает степень доктора. Дальнейшая его карьера связана с Ратгерским университетом в штате Нью-Джерси, где он работал в микробиологической лаборатории Якоба Липмана. В 1925 году назначен адъюнкт-профессором, в 1931 году — профессором.
В 1932 году Американская ассоциация по борьбе с туберкулёзом обратилась к Зельману Ваксману с просьбой изучить процесс разрушения палочки туберкулёза в почве. Учёный дал заключение, что за этот процесс ответственны микробы-антагонисты. В конце 1930-х годов Зельман Ваксман разрабатывает новую программу, касающуюся использования результатов, полученных исследований в области микробиологии для лечения болезней. В течение четырёх лет Ваксман и его коллеги исследовали около десяти тысяч различных микроорганизмов почвенного покрова в поисках антибиотиков, способных воздействовать на бактерии. В 1940 году учёные выделили актиномицин, оказавшийся довольно токсичным. Спустя два года они открыли стрептомицин   — антибиотик, оказавшийся эффективным в отношении возбудителей туберкулёза.
В 1946 году, после нескольких лет тестирования и доработки, стрептомицин начинает широко использоваться для борьбы с туберкулёзом, а с 1947 года — и с чумой. Стрептомицин оказался весьма ценным, так как был эффективен в отношении бактерий, устойчивых к сульфаниламидным препаратам и пенициллину. Получение стрептомицина побудило других учёных к поиску новых антибиотиков. Развитие этого направления лекарственных средств — безусловная заслуга работ Зельмана Ваксмана. Однако распределение прибыли от продажи стрептомицина фармацевтической компанией привело к конфликту и судебному процессу между Шацем, непосредственно открывшим стрептомицин, и Ваксманом, разработавшим методику для нахождения антибиотика. При этом статья в научном журнале и патент, описывающие открытие, указывают основными авторами обоих.
В итоге Шац получил часть прибыли, но расстроил свои отношения с Ваксманом. В 1952 году Ваксман стал лауреатом Нобелевской премии по физиологии и медицине за «открытие стрептомицина, первого антибиотика, эффективного при лечении туберкулёза» (при этом Шац Нобелевской премией награждён не был).

## Награды и признание
- 1947 — Приз Амори
- 1947 — Награда Пассано
- 1948 — Премия Альберта Ласкера за фундаментальные медицинские исследования, «For studies of the antibiotic properties of soil bacteria leading to the discovery of streptomycin»[7]
- 1949 — Медаль Джона Скотта
- 1950 — Медаль Левенгука
- 1950 — Командор ордена Почётного легиона
- 1952 — Нобелевская премия по физиологии или медицине, «За открытие стрептомицина, первого антибиотика, эффективного при лечении туберкулёза»
- 2005 — введён в Национальный зал славы изобретателей

Почётный доктор университетов Ратгерса и Льежа. Член Национального исследовательского общества американских биологов, Американского научного почвоведческого общества, Американского химического общества и Общества экспериментальной биологии и медицины. Член Национальной академии наук США (1942), иностранный член Парижской академии наук (1955; корреспондент с 1937).
В честь него была названа премия Зельмана Ваксмана в области микробиологии, присуждаемая Национальной академией наук США.